# Oxalis namaquana
Oxalis namaquana är en harsyreväxtart som beskrevs av Otto Wilhelm Sonder. Oxalis namaquana ingår i släktet oxalisar, och familjen harsyreväxter. Inga underarter finns listade i Catalogue of Life.